# Philippe Roberts-Jones
Philippe Roberts-Jones (Elsene, 8 november 1924 – Ukkel, 9 augustus 2016) was een Belgisch kunsthistoricus, dichter, schrijver en hoofdconservator van de Koninklijke Musea voor Schone Kunsten van België. Hij was tevens emeritus hoogleraar aan de Université libre de Bruxelles. Ook was hij lid van de Académie royale de Belgique waarvan hij in 1980 voorzitter was, en de Académie Libre de Belgique.

## Levensloop
Philippe Roberts-Jones werd op 8 november 1924 in Elsene geboren als afstammeling van een oorspronkelijk Britse familie die zich aan het begin van de 19e eeuw in Brussel vestigde, en destijds actief was in de carrosseriebouw.
Zijn vader Robert Roberts-Jones (1893–1943), een advocaat, was gedurende de Tweede Wereldoorlog lid van het Belgisch verzet, en is door de Duitsers op 30 oktober 1943 geëxecuteerd op de Nationale Schietbaan.
Philippe Roberts-Jones overleed op 9 augustus 2016 op 91-jarige leeftijden werd begraven in het familiegraf op de begraafplaats van Brussel in Evere (5e Laan).

## Geselecteerd werk

### Kunstgeschiedenis
De publicaties van Roberts-Jones op het gebied van kunstgeschiedenis getuigen van een brede en gevarieerde interesse in de schilderkunst, vanaf de oude meesters als Pieter Bruegel de Oude, naar de schilderkunst van de 19e en 20e eeuw tot de hedendaagse kunst. Zijn œuvre omvat meer dan honderd essays, artikelen en ander werk.
In 1969 publiceerde hij Du réalisme au surréalisme, une étude sur les tendances de la peinture belge du réalisme au surréalisme. Ook publiceerde hij (of leverde een bijdrage aan publicaties) over verschillende hedendaagse schilders, als Magritte (1972), Lismonde (1977), Van Lint (1983), Willequet (1985), Jos Albert (1986), Jo Delahaut (1982), en Gaston Bertrand (1997). Zijn belangrijkste geschriften over de kunst zijn opgenomen in de volgende bundels : L'Art majeur (1974), L'Alphabet des circonstances : essais sur l'art des XIXe et XXe siècles (1981), en Image donnée, image reçue (1989). In 1995 nam hij deel aan de redactie van het derde deel van de Dictionnaire des Peintres Belges du XIVe Siècle à nos jours. In 1997 publiceerde hij een nieuwe bundel essays, Signes ou traces : arts des XIXe et XXe siècles. In datzelfde jaar was hij co-auteur van een kritische studie over Pieter Brueghel de Oude, samen met echtgenote Françoise Roberts-Jones-Popelier.
Als kunsthistoricus had hij ook speciale interesse voor het werk van Honoré Daumier en in eigentijdse gravures; ook was hij geïnteresseerd in het werk van de Belgische schilder Lismonde.

### Gedichten
Als dichter, onder de naam Philippe Jones, publiceerde hij verschillende bundels, waaronder:
- Le Voyageur de la nuit. Met voorwoord van Mélot du Dy. Brussel, La Maison du Poète, 1947, 64p.
- Grand largue. Brussel, La Maison du Poète, 1949, 60 p.
- Seul un arbre. Parijs, Les Lettres, 1952, 48 p.
- Tu caressais un bois. Brussel, L'Atelier du Livre, 1955 (H.C.), s.p.
- Amour et autres visages. Parijs, Les Lettres, 1956, 96 p. (Prix Polak de l'Académie royale de Langue et de Littérature françaises de Belgique, 1957).
- Quatre domaines visités. Brussel, L'Atelier du Livre, 1958, s.p.
- Formes du matin. Parijs, s.d. (H.C.), s.p.
- Graver au vif. Lausanne, Rencontre, 1971, 116 p.
- Jaillir saisir. Brussel, Le Cormier, 1971, 64 p.
- Être selon. Brussel, Le Cormier, 1973, 60 p.
- Le sens et le fleuve. Braine-le-Comte, Lettera Amorosa, 1974, s.p.
- Racine ouverte. (Poèmes 1944-1975). Voorwoord van René Char. Brussel, Le Cormier, 1976, 336p.
- Carré d'air. Object-boek gemaakt door Ania Staritsky, Parijs, 1978, s.p.
- D'un espace renoué. Brussel, Le Cormier, 1979, 60 p.
- Paroles données. Brussel, Le Cormier, 1981, 84 p.
- Fêtes. Zagreb, Ed. Biskupic, 1983, s.p.
- Indice d'ailleurs. Brussel, L'Empreinte et la Nuit, 1983, s.p.
- Image incendie mémoire. Brussel, Le Cormier, 1985, 112 p.
- Paysages. La Grippelotte, 1987, 34 p.
- Les sables souverains. Brussel, Le Cormier, 1988, 46 p.
- D'encre et d'horizon. (Poèmes 1981-1987). Parijs, La Différence, 1989, 204 p.
- Ce temps d'un rien. Amay, L'arbre à paroles, 1990, 26 p.
- La mort éclose. Châtelineau, Le Taillis Pré, 1991, s.p.
- Passion, s.l.n.d. (1993), s.p.
- Toi et le tumulte. Brussel, Le Cormier, 1993, 96 p.
- Proche de Horeb. La Grippelotte, 1994, s.p.
- Le temps hors le temps. Brussel, Le Cormier, 1994, 112 p.
- Les nœuds du sens. Ayeneux-Soumagne, Tétras Lyre, 1997, s.p.
- Le soleil s'écrit-il soleil. Brussel, Le Cormier, 1997, 80 p.
- Le miroir et le vrai. Echternach, PHI, 2001, 108 p.
- Domaines en cours. Brussel, Le Cormier, 2001, 48 p.
- Chansons doubles. Châtelineau, Le Taillis Pré, 2002, 86 p.
- Huit petites phrases. Brussel, Galerie Faider, 2002, s.p.
- Le jour venant. Brussel, Le Cormier, 2004, 68 p.
- Sept poèmes. Aryart, 2004, 14 p.
- Au-delà du blanc. Brussel, Le Cormier, 2007, 126 p.

### Essays
Onder de naam Philippe Roberts-Jones publiceerde hij de volgende essays:
- La Presse satirique illustrée entre 1860 et 1890. Voorwoord van J. Cain. Parijs, Institut français de Presse, 1956, 112 p.
- De Daumier à Lautrec. Essai sur l'histoire de la caricature française entre 1860 et 1890. Voorwoord van G. Wildenstein. Parijs, Les Beaux-Arts, 1960, 148 p., 8 ill. Gepubliceerd dankzij de concours de la Fondation Universitaire de Belgique.
- La caricature du second Empire à la Belle époque 1850-1900. Parijs, Le Club français du Livre, 1963, 455 p., 199 ill.
- Daumier. Mœurs conjugales. Parijs, Vilo, 1967, 161 p., 60 pl. Tevens Engelse uitgave (Boston Book & Art Shop, 1968).
- Ramah (Monographies de l'Art belge). Brussel, Meddens, 1968, 16 p., 24 pl. Ook Nederlandse uitgave.
- Du réalisme du surréalisme. La peinture en Belgique de Joseph Stevens à Paul Delvaux (Belgique - Art du Temps). Brussel, Laconti, 1969, 199 p., 88 pl. Ook Nederlandse en Engelse uitgave. Herdruk in 1972.
- Magritte poète visible. (Belgique - Art du Temps. Études et monographies). Brussel, Laconti, 1972, 144 p., XXII pl., 67 ill.
- Bruegel. La chute d'Icare (Les chefs-d'œuvre absolus de la peinture). Freiburg, Office du Livre, 1974, 59 p., XVII pl., 17 fig. Ook uitgave in het Japans.
- L'Art Majeur. Brussel, Jacques Antoine, 1974, 159 p. (Prix Malherbe de la Province de Brabant, 1976).
- Friedlaender. Tableaux, Bilder, Paintings. Stuttgart, Manus Press, 1976, 104 p., 70 ill.
- Lismonde. Brussel, Laconti, 1977, 160 p., 97 pl., 10 fig.
- La Peinture Irréaliste au XIXe siècle. Freiburg, Office du Livre, 1978, 228 p., 232 ill. Ook uitgave in het Engels (Oxford University Press) en Duits (München, Hirmer Verlag)
- L'alphabet des circonstances. Essais sur l'art des XIXe et XXe siècles. Brussel, Académie royale de Belgique, (Mémoire de la Classe des Beaux-Arts), 1981, 458 p., 52 pl.
- Van Lint. Brussel, Ministère de la Communauté française, 1983, 182 p., 110 ill.
- René Carcan. Brussel, Les Éditeurs d'Art Associés, 1984, 132 p., 107 ill.
- André Willequet ou la multiplicité du regard. Brussel, Labor, 1985, 136 p., 109 ill.
- Jos Albert. Brussel, Lebeer-Hossmann, 1986, 154 p., 55 pl. Édition trilingue.
- Image donnée, image reçue. Brussel, Académie royale de Belgique, (Mémoires de la Classe des Beaux-Arts), 1989, 499 p., 90 pl.
- Lismonde. Conversation avec Philippe Roberts-Jones. Gerpinnes, Éditions Tandem, 1992, 46 p., ill.
- Octave Landuyt. Aurum Flandriae. Zellik, Roularta Art Books, 1994, 536 p., 474 ill. Édition quadrilingue.
- Bruxelles fin de siècle (onder redactie van). Parijs, Flammarion, 1994, 282 p., 300 ill. Ook Nederlandse uitgave (Brussel fin de siècle. Gent, Snoeck Ducaju). Herdruk in het Frans, Engels, Duits (Keulen, Taschen, 1999).
- Du réalisme au surréalisme. La peinture en Belgique de Joseph Stevens à Paul Delvaux. Nouvelle édition, Brussel, Cahiers du Gram, Université Libre de Bruxelles, 1994, 240 p., 108 ill.
- Ivan Lackovic Croata, gravures. Zagreb, Belus, 1994, 368 p., ill. Édition trilingue.
- Eugène Laermans 1864-1940 (onder redactie van) (Monographies de l'art moderne). Brussel, Crédit Communal et Snoeck-Ducaju, 1995, 168 p., ill Ook Nederlandse uitgave.
- Histoire de la peinture en Belgique du XIVe siècle à nos jours (présentation de). Brussel, la Renaissance du Livre, 1995, 532 p. ill. Ook uitgave in het Engels.
- La peinture abstraite en Belgique 1920-1970. Brussel, Crédit Communal, 1996, 216 p., ill. Ook Nederlandse uitgave.
- L'art au présent. Regards sur un demi-siècle (1960-1990). Brussel, La Lettre volée, 1996, 75 p.
- Signes ou traces. Arts des XIXe et XXe siècles, Brussel, Académie royale de Belgique, (Mémoires de la Classe des Beaux-Arts), 1997, 464 p., 66 pl.
- Pierre Bruegel l'Ancien (en collaboration avec Françoise Roberts-Jones). Parijs, Flammarion, 1997, 352 p., 361 ill. Ook uitgaven in het Nederlands (Pieter Bruegel de oudere. Gent, Snoeck-Ducaju, 1997), Duits (München, Hirmer Verlag), Pools (Warschau, Arkady, 2000), Engels (New York, Harry N. Abrams, 2002), Tsjechisch (Praag, Nakladatelstvi Slovart, 2003).
- L’art pour qui, pour quoi ? (Quartier Libre). Brussel, Labor, 1999, 96 p.
- Magritte ou la leçon poétique (Paroles d’Aube). Doornik, La Renaissance du Livre, 2001, 56 p., 6 ill.
- Mélot du Dy. Poèmes choisis (voorwoord van). Brussel, Académie royale de Langue et de Littérature françaises, 2001, p. V-XXVII.
- Jacques Moeschal ou la sculpture architectonique (Les carnets d’architecture contemporaine 6). Brussel, CFC - Éditions, 2002, 74 p., ill.
- De l’espace aux reflets. Arts et lettres. Brussel, Académie royale de Belgique, (Mémoires de la Classe des Beaux-Arts), 2004, 448 p., 66 pl

### Korte verhalen
Onder de naam Philippe Jones heeft hij de volgende korte verhalenbundels gepubliceerd:
- L'embranchement des heures. Parijs, La Différence, 1991, 128 p.
- Le double du calendrier. Parijs, La Différence, 1993, 128 p.
- L'angle de vue. Parijs, La Différence, 1997, 152 p.
- L’instant multiple. Parijs, La Différence, 2000, 172 p.
- L’ombre portée. Parijs, La Différence, 2003, 128 p.

## Erkenning

### Prijzen
- Prix Émile Polak van de Académie royale de langue et de littérature françaises de Belgique, 1957, voor Amour et autres visages
- Prix Malherbe van de provincie Brabant, 1976, voor L'Art Majeur
- Prix du rayonnement de la langue française, van de Académie française, 1980, voor zijn verzameld werk
- Grand prix de poésie de l'Académie française, 1985
- Prix Louis-Guillaume voor het prozagedicht, 2002, voor Domaines en cours
- Grand prix international Lucian Blaga, 2006

### Onderscheidingen
België
- Tot Baron geslagen door koning Boudewijn in 1988.
- Grootkruis in de Kroonorde
- Grootofficier in de Leopoldsorde
- Medaille van de Oorlogsvrijwilliger 1940–1945
- Herdenkingsmedaille 1940–1945, met sabels
- Burgermedaille, eerste klas

Frankrijk
- Commandeur in het Legioen van Eer
- Commandeur in de Orde van Kunsten en Letteren

Spanje
- Commandeur in de Orde van Isabella de Katholieke

Italië
- Commandeur in de Orde van Verdienste van de Republiek Italië

Finland
- Grootofficier in de Orde van de Finse Leeuw

- Biblioteca Nacional de España: XX850137
- Bibliothèque nationale de France: cb11887395c (data)
- Gemeinsame Normdatei: 128957824
- International Standard Name Identifier: 0000 0001 1078 3393
- Library of Congress Control Number: n81147301
- Nationale Bibliotheek van Letland: 000024251
- Bibliotheek van het Japanse parlement: 00454362
- Nationale Bibliotheek van Tsjechië: mzk2004148437
- Nationale Bibliotheek van Israël: 987007263537505171
- Nederlandse Thesaurus van Auteursnamen: 06946393X
- Système universitaire de documentation: 026669293
- Virtual International Authority File: 79028075
- WorldCat: E39PBJvXg3FXTyjYh4Y497kkXd